# U 2501
U 2501 war das erste deutsche Unterseeboot des Typs XXI. Es wurde im Zweiten Weltkrieg von der deutschen Kriegsmarine zu Erprobungs- und Schulungszwecken eingesetzt.

## Bau und Indienststellung
Die Bauaufträge für 300 Einheiten des Typs XXI wurden an Blohm & Voss, Deschimag und die Schichau-Werke vergeben. Im Hamburger Blohm & Voss Werk wurde am 3. April 1944 der Kiel für U 2501 gelegt. Durch die bei dieser Werft entwickelte, neue, effiziente Methode des Sektionsbaus, konnte das Boot bereits am 12. Mai 1944 vom Stapel gelassen werden. Durch diese Methode, deren Einführung auf einen Vorschlag Otto Merkers zurückging, und durch den erhöhten Einsatz von Arbeitskräften in mehreren Schichten, wurde die Fertigungszeit von erwarteten 18 Monaten auf wenige Wochen reduziert. Nach Beendigung der Restarbeiten wurde das Boot am 17. Juni an die Kriegsmarine ausgeliefert. Oberleutnant zur See Otto Hübschen stellte U 2501 am 27. oder 28. Juni 1944 in Dienst. Zu diesem Zeitpunkt hätten laut Planungen der Kriegsmarine bereits 23 Boote des Typs XXI in Dienst gestellt sein sollen. U 2501 war das erste hochseetüchtige U-Boot dieser Klasse. Nach Inbetriebnahme des Bootes drang Seewasser in den Schmierölkreislauf sowohl des Getriebes als auch der E-Maschinen ein. Anfang Juli wurde daher ein erneuter, zehntägiger Werftaufenthalt notwendig.

## Ausbildungsboot
U 2501 wurde der 31. U-Flottille, einer in Hamburg stationierten Ausbildungsflottille, zugeteilt und unternahm Ausbildungsfahrten zum Einfahren des Bootes und zum Training der Besatzung. Am 27. Juli erreichte U 2501 den Marinestützpunkt Kiel und legte an der Albatros-Brücke in Wik an, wo die Besatzung von Karl Dönitz inspiziert wurde. Das Oberkommando der Kriegsmarine entschied sich, die ersten drei Typ-XXI-Boote aus Hamburg, Bremen und Danzig – U 2501, U 3001 und U 3501 – als Erprobungsboote einzusetzen, da man, um Zeit zu sparen, nach der Fertigstellung der Pläne keinen Prototyp gebaut hatte. Auch das vierte Boot, U 3502, wurde nach seiner Fertigstellung als Erprobungsboot eingesetzt. Als sich U 2501 in Danzig befand, traten eine Menge schwerer Mängel auf. Das Boot wurde am 20. November 1944 außer Dienst gestellt. Otto Hübschen wechselte mit einem Großteil seiner Besatzung auf ein neues Boot und U 2501 wurde, ebenso wie U 2339 und U 2504 in Hamburg der 8. Kriegsschiffbaulehrabteilung als Schul- und Lehrboot zugeteilt.

## Kommandant
Otto Hübschen übernahm im Anschluss an die Baubelehrung am 27. Juni 1944 das Kommando auf U 2501. Als er das Boot Ende 1944 verließ, um Kommandant von U 2542 zu werden, übernahm der Leitende Ingenieur (LI) Leutnant (Ing.) Hans Noack die Disziplinar- und faktische Kommandogewalt. U 2501 wurde außer Dienst gestellt und teilweise demontiert. Das Boot diente fortan als Schul- und Lehrboot für die Trockenausbildung von Besatzungen anderer Boote.

## Verbleib
Ursprünglich sollte U 2501 zusammen mit U 2505, U 3004 und U 3506 sowie den Typ-VII-C-Booten U 684 und U 685 im Bunker Elbe II in Hamburg gesprengt werden, doch U 2501 passte nur zur Hälfte hinein. Das Boot wurde am 3. Mai 1945 um 7:00 Uhr morgens vor dem Eingang der westlichen Box des U-Boot-Bunkers gemäß dem lange bestehenden, allerdings von Großadmiral Dönitz noch am Abend des 4. Mai 1945 aufgehobenen Regenbogen-Befehl von seiner Besatzung selbstversenkt. Leutnant Noack ließ hierfür vier Sprengsätze detonieren, die das Boot zerbrachen, welches daraufhin bis auf Deckshöhe versank. U 2501 sowie Heckteile von U 3004 und U 2505 wurden später von Hamburger Bergungsfirmen gehoben und abgewrackt. Die Wracks der restlichen Boote sind mit den Trümmern der bei der Sprengung eingestürzten Betondecke des Bunkers seit der Verfüllung des Hamburger Vulkanhafens im Jahre 1995 unter Sand begraben.